# Rudolph Tesing
Rudolph Tesing (né le 4 février 1881 à New York et mort le 29 avril 1926 dans la même ville) est un lutteur sportif américain.

## Biographie
Rudolph Tesing obtient une médaille d'argent olympique, en 1904 à Saint-Louis en poids légers.